# Rama asintótica gigante

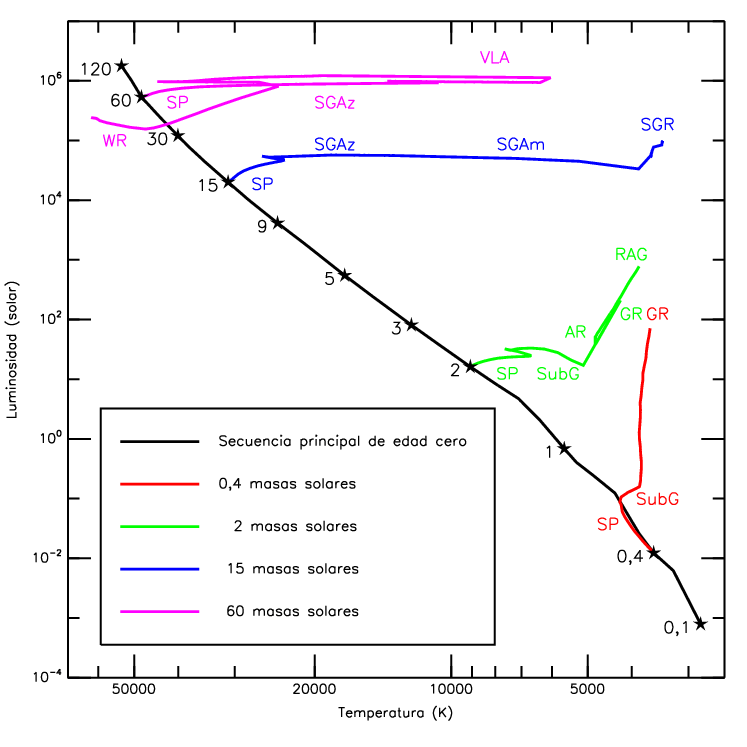
Evolución de estrellas de distintas masas representadas en el diagrama de Hertzsprung-Russell. La fase de la rama asintótica gigante aparece marcada como RAG para el caso de una estrella de 2 masas solares.

La rama asintótica gigante (RAG, en inglés asymptotic giant branch) es un periodo de la evolución estelar que experimentan todas las estrellas de masa intermedia (entre 0,5 y 9-10 masas solares) al final de sus vidas. Cuando una estrella consume todo el hidrógeno de su núcleo, ésta se contrae mientras su temperatura aumenta, lo que provoca que sus capas externas se expandan y se enfríen. La estrella se convierte así en una gigante roja.
En un momento dado, cuando la temperatura en el núcleo llega a los 3x108 K, comienza el quemado de helio. Esto provoca que la luminosidad de la estrella disminuya y que se contraiga: esa es la fase del apelotonamiento rojo (estrellas de elevada metalicidad) o de la rama horizontal (estrellas de baja metalicidad). Una vez que se consume el helio en el núcleo, la estrella se mueve de nuevo hacia la derecha y hacia arriba en el diagrama de Hertzsprung-Russell. Su trayectoria está cuasi-alineada con la que siguió previamente como gigante roja. De ahí el nombre de rama asintótica gigante o RAG.
La fase RAG se divide en dos partes, la RAG temprana (RAG-T) y la RAG con pulsos térmicos (RAG-PT). Durante la fase RAG-T la fuente principal de energía es la fusión del helio en una capa alrededor de un núcleo inerte de carbono y oxígeno que vuelve a estar en estado degenerado. Durante esta fase la estrella se enfría y se hincha hasta alcanzar dimensiones gigantescas de varias unidades astronómicas. De existir planetas a su alrededor, estos pueden ser absorbidos por la estrella. Cuando el helio de la capa circundante del núcleo se agota comienza la fase RAG-PT. Ahí la estrella extrae su energía de la fusión de hidrógeno en una capa delgada, lo que restringe la capa interna de helio a una capa muy delgada y evita que se fusione de manera estable. No obstante, una vez cada 10 000 a 100 000 años el helio de la combustión de la capa de hidrógeno se acumula y, finalmente, la capa de helio se enciende de forma explosiva, un proceso conocido como flash de helio. Estos flashes duran relativamente poco tiempo pero son capaces de inducir una fuerte inestabilidad en la estructura interna de la estrella. Como consecuencia de esa inestabilidad, se produce un proceso llamado de dragado en el que material reprocesado nuclearmente es transportado a la superficie de la estrella. Así, dichas estrellas muestran en su superficie productos del proceso-S, entre ellos el tecnecio (este es uno de los pocos lugares en la naturaleza donde se puede observar dicho elemento, el cual carece de isótopos estables). Como consecuencia de los sucesivos dragados asociados con los pulsos térmicos la estrella se puede convertir en una estrella de carbono.
Es frecuente que las estrellas RAG sean variables de periodo largo, de las cuales Mira es el prototipo, y que experimentan fuertes pérdidas de masa por sus intensos vientos estelares. Una estrella puede perder más del 50% de su masa durante la fase RAG. En sus vientos se producen grandes cantidades de polvo, que luego contribuyen a alterar las propiedades del medio interestelar. En los vientos de las estrella RAG se pueden producir máseres de SiO, H2O y OH. Hay que hacer notar que las estrellas de baja masa como el Sol no pueden progresar mucho en esta fase, al no llegar a alcanzar las temperaturas y presiones necesarias en sus núcleos para fusionar carbono y oxígeno. En el caso de las más masivas, sin embargo, pueden progresar aún más llegando a fusionar el carbono para producir neón y oxígeno.
Como consecuencia de la pérdida de las capas externas, que va produciendo que vayan quedando al descubierto capas más internas y calientes por lo que la temperatura superficial de la estrella va aumentando (esta fase es muy breve y la estrella se convierte en una nebulosa protoplanetaria), al final solamente queda el núcleo, compuesto por carbono y oxígeno y en las más masivas por neón y oxígeno. Las capas expulsadas son ionizadas por la radiación ultravioleta del núcleo, produciéndose una nebulosa planetaria y el núcleo acabará por convertirse en una enana blanca.
En algunos casos las estrellas más masivas entre las RAG (conocidas como Estrellas Super-RAG) pueden estallar como supernovas producidas por captura de electrones, pero parecen ser poco comunes. Sin embargo al ser las RAG mucho más comunes que las estrellas supergigantes rojas, algunas supernovas que se han atribuido a supergigantes rojas podrían haber sido producidas en realidad por super RAG (caso quizás de la supernova que dio origen a la Nebulosa del Cangrejo).